# Liste der Kulturdenkmäler in Mainz-Ebersheim
In der Liste der Kulturdenkmäler in Mainz-Ebersheim sind alle Kulturdenkmäler im Ortsbezirk Ebersheim der rheinland-pfälzischen Stadt Mainz aufgeführt. Grundlage ist die Denkmalliste des Landes Rheinland-Pfalz (Stand: 5. Dezember 2023).

## Denkmalzonen
| Bezeichnung                    | Lage                                                                   | Baujahr                            | Beschreibung | Bild                           |
| ------------------------------ | ---------------------------------------------------------------------- | ---------------------------------- | --- | ------------------------------ |
| Denkmalzone Jüdischer Friedhof | Zornheimer Straße, neben Nr. 27 Lage                                   | erste Hälfte des 19. Jahrhunderts. | wohl in der ersten Hälfte des 19. Jahrhunderts angelegt; 41 Grabsteine von 1875 bis 1923 | weitere Bilder Fotos hochladen |
| Denkmalzone Laurentiusstraße   | Laurentiusstraße 13–31 (ungerade Nummern), Römerstraße 12, 14, 16 Lage | 19. Jahrhundert                    | ländlich geprägtes Straßenbild, kleinbäuerlich geprägtes Dorfgefüge des 19. Jahrhunderts in seltener Geschlossenheit bewahrt: Dreiseithöfe (zum Beispiel Laurentiusstraße 21, 23, 40, Römerstraße 14) und Hakenhöfe (zum Beispiel Laurentiusstraße 27) mit straßenbildprägenden Toranlagen, 19. Jahrhundert; Laurentiusstraße 29, Einfirsthaus, Mitte des 19. Jahrhunderts, Laurentiusstraße 40 mit Fachwerkobergeschoss; Römerstraße 12 mit spätgotischem Schildgiebel; Römerstraße 16, eineinhalbgeschossiges Wohnhaus mit gotisierender Sandsteingliederung, 1903 | weitere Bilder Fotos hochladen |
| Denkmalzone Töngeshof          | Im Töngeshof 1–11, Töngesstraße 54 Lage                                | 17. bis 19. Jahrhundert            | ehemaliger Sitz der Kellerei des kurmainzischen Amtes Nieder-Olm, 1818 Parzellierung in mehrere Hofstellen; Wohn- und Wirtschaftsgebäude, 17. bis 19. Jahrhundert; teilweise bauzeitliche Umfassungsmauer; Nr. 1 spätbarockes Einfirsthaus, teilweise Fachwerk, zweite Hälfte des 18. Jahrhunderts, Mainzer Wappen (Spolie); Nr. 2 Wohnhaus, teilweise Fachwerk (verputzt), im Kern aus der ersten Hälfte des 18. Jahrhunderts; Nr. 5 Kleinhaus mit Bruchsteinscheune, 19. Jahrhundert; Nr. 6 Krüppelwalmdach-Scheune, 18. Jahrhundert, in der Garteneinfriedung Wappenstein Kurfürst Johann Schweikhard von Cronberg (Spolie); Nr. 8 ehemaliges Herrenhaus, um 1650, Nr. 9, 10 Wohnhäuser, teilweise Fachwerk, 18. Jahrhundert; Nr. 3, 4, 6, 11 Neubauten oder veränderte Altsubstanz; die in wesentlichen Grundzügen erhaltenen Anlage von herausragender Bedeutung für die Ortsgeschichte; bauliche Gesamtanlage | weitere Bilder Fotos hochladen |
| Denkmalzone Fort Muhl          | südwestlich des Ortes Lage                                             | 1909/10                            | Reste des Infanteriewerks Fort Muhl, 1909/10; Reste der ehemaligen Mannschafts- und Munitionsräume sowie sonstiger Baulichkeiten, überwiegend Eisenbetonbauten einschließlich ehemaligem Graben | weitere Bilder Fotos hochladen |

## Einzeldenkmäler
| Bezeichnung                            | Lage                                           | Baujahr | Beschreibung | Bild                           |
| -------------------------------------- | ---------------------------------------------- | ------- | --- | ------------------------------ |
| Wegekreuz                              | Harxheimer Weg, gegenüber Nr. 20 Lage          | 1843    | Kruzifix über Altarsockel, Rotsandstein, bezeichnet 1843, erneuert 1918 | weitere Bilder Fotos hochladen |
| Töngeshof                              | Im Töngeshof 8 Lage                            | um 1650 | ehemaliges Herrenhaus (Sitz des kurmainzischen Amtskellers); repräsentativer kubischer Walmdachbau, Spätrenaissance, um 1650; Wappen von Kurfürst Johann Philipp von Schönborn; platzbildprägend | Fotos hochladen                |
| Bildstock                              | Konrad-Adenauer-Straße, an Nr. 26 Lage         | 1761    | Teil eines Bildstocks, spätbarocke Marienkrönung, bezeichnet 1761 | BW                             |
| Katholische Pfarrkirche St. Laurentius | Römerstraße 21 Lage                            | 1725–29 | barocker Saalbau, 1725–29, Turm mit Spitzhelm, 1768, neubarocke dreischiffige Erweiterung, 1908/09 von Ludwig Becker, Mainz                                                                      | Fotos hochladen                |
| Kriegerdenkmal                         | Römerstraße, bei Nr. 21 Lage                   | um 1900 | Kriegerdenkmal 1870/71, Rotsandstein, Werkstatt Gebrüder Decker, Mainz, um 1900 | Fotos hochladen                |
| Katholisches Pfarrhaus                 | Römerstraße 23 Lage                            | 1896/97 | repräsentativer historisierender Gelbklinkerbau, 1896/97 nach Musterplan des Mainzer Dombauamtes; Gartenmauer, 18. und 19. Jahrhundert, mit Renaissance-Pforte, bezeichnet 1612                  | Fotos hochladen                |
| Bildstock                              | Töngesstraße, bei Nr. 1 Lage                   | 1776    | ehemaliger Bildstockaufsatz; spätbarocke reliefierte Dreifaltigkeitsgruppe, bezeichnet 1776 | Fotos hochladen                |
| Wasserbehälter                         | südlich des Ortes auf einer Anhöhe Lage        | 1905    | bossenquaderverkleideter Rechteckbau, Jugendstil, bezeichnet 1905, von der Kulturinspektion Mainz                                                                                                | Fotos hochladen                |
| Wegekreuz                              | südlich des Ortes an der Kühlhohlchaussee Lage | 1780    | Altarkruzifix, Rotsandstein, bezeichnet 1780, gusseiserner Korpus und Einfriedung, 1894 | Fotos hochladen                |

## Ehemalige Kulturdenkmäler
| Bezeichnung              | Lage               | Baujahr      | Beschreibung | Bild            |
| ------------------------ | ------------------ | ------------ | --- | --------------- |
| Gasthaus Darmstädter Hof | Römerstraße 5 Lage | 1860er Jahre | Bruchsteinbau (heute verputzt), spätklassizistische Motive, 1860er Jahre; straßenbildprägend; aus Denkmalliste gelöscht | Fotos hochladen |